# Marco Rossi (Fußballspieler, 1964)
Marco Rossi (* 9. September 1964 in Druento) ist ein ehemaliger italienischer Fußballspieler und seit 2018 Trainer der ungarischen Nationalmannschaft.

## Karriere

### Spieler
In seiner Jugend durchlief er mehrere Stationen beim FC Turin und wechselte zur Saison 1982/83 in die erste Mannschaft. Nachdem er in dieser Saison gar nicht zum Einsatz gekommen war, folgte sein erster Einsatz in der Serie A in der Folgesaison am 18. März 1984 bei einem 0:0 gegen Ascoli Calcio. Hier wurde er in der 84. Minute für Danilo Pileggi eingewechselt. Danach folgte bis zum Saisonende auch nur noch ein weiterer Einsatz. Zur nächsten Spielzeit wechselte er zur SSC Campania, bei welcher er bis 1987 aktiv war. Die Saison 1987/88 verbrachte er anschließend beim US Catanzaro, für welchen er in der Spielzeit bei jedem Spiel auf dem Platz stand.
Als Nächstes ging es für in weiter zu Brescia Calcio, welche für die nächsten fünf Jahre seine Heimat werden sollte, hier kam schließlich auch auf die meisten Einsätze in seiner gesamten Karriere. Am Ende seiner Zeit hier, durfte er zudem noch einmal in der ersten Liga spielen. Nach dem Abstieg seiner Mannschaft verließ er Brescia und schloss sich Sampdoria Genua an, womit er weiter in der ersten Liga spielen konnte. Kam er dort in der Saison 1993/94 noch auf einige Einsätze und gewann mit seiner Mannschaft sogar die Coppa Italia, so wurden diese in der Folgesaison weiter weniger. Nach dieser Spielzeit verließ er dann auch den Verein.
Zum ersten Mal in seiner Karriere sollte er nun Italien verlassen und nach Mexiko zum Club América in Mexiko-Stadt wechseln. Nach einer Spielzeit ging er dann schließlich wieder zurück nach Europa um sich in Deutschland Eintracht Frankfurt anzuschließen. In der zweiten Liga kam er erstmals am 25. August 1996 bei einem 3:1-Sieg über Fortuna Köln zum Einsatz, bei welchem er auch von Anfang bis zum Ende auf dem Platz stand und auch noch eine gelbe Karte kassierte. Hier war er wiederum auch nur für eine Saison aktiv und ging zur Spielzeit 1997/98 noch einmal nach Italien zurück. Dort schloss er sich nun Piacenza Calcio an. Von dort aus ging es für eine Saison nochmal zum CPR Ospitaletto. Seine letzte Station war in der Spielzeit 1999/2000 schließlich der Klub Feralpisalò, nach dem Ende der Saison beendete er seine Spielerkarriere.

### Trainer
Bis zu seinem ersten Job als Trainer sollte es dann nicht lange dauern. Bereits zur Saison 2002/03 stand er für die U19 von Udinese Calcio sowie später für die von AC Lumezzane an der Seitenlinie. Zur Spielzeit 2004/05 wurde er in Lumezzane dann Trainer der ersten Mannschaft. Dort besetzte er den Posten in der drittklassigen Serie C dann bis zum 12. März 2006. Zur nächsten Saison ging es für ihn innerhalb der Liga schließlich zu Aurora Pro Patria, für die er erst bis zum Ende des Jahres und dann noch einmal von April 2007 bis zum Saisonende 2007/08 den Trainerposten bekleidete. Weitere Stationen waren danach noch Spezia Calcio und der Scafatese Calcio.
Ab der Saison 2010/11 ging es dann weiter in der Serie C bei Cavese 1919, hier war aber im Februar 2011 auch schon wieder Schluss. Nach etwas mehr als einem Jahr Pause trat er im Juni 2012 bei Honvéd Budapest erstmals eine Stelle als Trainer im Ausland an. In zwei Amtszeiten mit einer Pause von April 2014 bis Februar 2015 coachte er die Budapester Fußballer bis zum Saisonende 2016/17, als er auch schließlich mit seiner Mannschaft die ungarische Meisterschaft erreichen sollte. Für diese Saison bekam er zudem noch die Auszeichnung als bester Trainer. Zur Spielzeit 2017/18 ging es dann noch einmal ein weiteres Mal in ein neues Land und zwar zum DAC Dunajská Streda in die Slowakei. Rossi führte das Team in der 1. liga auf Platz drei.
Mitte Juni 2018 bekam er dann den Posten als ungarischer Nationaltrainer. Mit der ungarischen Nationalmannschaft konnte er sich für die Europameisterschaft 2021 qualifizieren, kam aber mit dem ungarischen Kader nicht über die Gruppenphase hinaus. Die WM 2022 beendete das Team hinter England, Polen und Albanien auf Platz vier und verpasste damit die Teilnahme an der Weltmeisterschaft. Für die Europameisterschaft 2024 konnte er sich mit der ungarischen Nationalmannschaft erneut qualifizieren. Die Mannschaft schied in der Gruppenphase aus.

### Sonstiges
Rossi besitzt neben der italienischen seit 2023 auch die ungarische Staatsbürgerschaft.